# Guibemantis tasifotsy
Guibemantis tasifotsy é uma espécie de anfíbio anuros da família Mantellidae. Está presente em Madagáscar. A UICN classificou-a como vulnerável.